# Meridià 19 a l'est
El meridià 19 a l'est de Greenwich és una línia de longitud que s'estén des del pol Nord a través de l'oceà Àrtic, Europa, l'Àfrica, l'oceà Atlàntic, l'oceà Antàrtic i Antàrtida al pol Sud.
El meridià 19 a l'est forma un cercle màxim amb el meridià 161 a l'oest.
Com tot els altres meridians, la seva longitud correspon a una semicircumferència terrestre, són 20.003,932 km. Al nivell de l'equador, la seva distància del meridià de Greenwich és de 2.115 km.

## De Pol a Pol
Des del pol Nord i dirigint-se cap al sud fins al pol Sud, el meridià 19 a l'est passa per:
| Coordenades                             | País, territori o mar    | Notes                                                              |
| --------------------------------------- | ------------------------ | ------------------------------------------------------------------ |
| 90° 0′ N, 19° 0′ E / 90.000°N,19.000°E  | Oceà Àrtic               |                                                                    |
| 80° 9′ N, 19° 0′ E / 80.150°N,19.000°E  | Noruega                  | Illes de Nordaustlandet i Spitsbergen, Svalbard                    |
| 78° 5′ N, 19° 0′ E / 78.083°N,19.000°E  | Mar de Barents           |                                                                    |
| 74° 31′ N, 19° 0′ E / 74.517°N,19.000°E | Noruega                  | Illa de l'Ós                                                       |
| 74° 23′ N, 19° 0′ E / 74.383°N,19.000°E | Oceà Atlàntic            | Mar de Noruega                                                     |
| 70° 11′ N, 19° 0′ E / 70.183°N,19.000°E | Noruega                  | Illes de Nord-Kvaløya, Ringvassøy, Kvaløya, Tromsøya i terra ferma |
| 68° 31′ N, 19° 0′ E / 68.517°N,19.000°E | Suècia                   |                                                                    |
| 63° 12′ N, 19° 0′ E / 63.200°N,19.000°E | Mar Bàltic               | Golf de Bòtnia                                                     |
| 59° 54′ N, 19° 0′ E / 59.900°N,19.000°E | Suècia                   |                                                                    |
| 59° 42′ N, 19° 0′ E / 59.700°N,19.000°E | Mar Bàltic               | Passa just a l'oest de l'illa de Gotska Sandön, Suècia             |
| 57° 55′ N, 19° 0′ E / 57.917°N,19.000°E | Suècia                   | Illa de Gotland                                                    |
| 57° 46′ N, 19° 0′ E / 57.767°N,19.000°E | Mar Bàltic               |                                                                    |
| 54° 21′ N, 19° 0′ E / 54.350°N,19.000°E | Polònia                  |                                                                    |
| 49° 24′ N, 19° 0′ E / 49.400°N,19.000°E | Eslovàquia               |                                                                    |
| 48° 3′ N, 19° 0′ E / 48.050°N,19.000°E  | Hongria                  | Passa just a l'oest de Budapest                                    |
| 45° 57′ N, 19° 0′ E / 45.950°N,19.000°E | Sèrbia                   |                                                                    |
| 45° 33′ N, 19° 0′ E / 45.550°N,19.000°E | Croàcia                  | Per uns 16 km                                                      |
| 45° 24′ N, 19° 0′ E / 45.400°N,19.000°E | Sèrbia                   | Per uns 4 km                                                       |
| 45° 22′ N, 19° 0′ E / 45.367°N,19.000°E | Croàcia                  |                                                                    |
| 44° 51′ N, 19° 0′ E / 44.850°N,19.000°E | Bòsnia i Hercegovina     |                                                                    |
| 43° 32′ N, 19° 0′ E / 43.533°N,19.000°E | Montenegro               | Per uns 13 km                                                      |
| 43° 24′ N, 19° 0′ E / 43.400°N,19.000°E | Bòsnia i Hercegovina     | Per uns 14 km                                                      |
| 43° 16′ N, 19° 0′ E / 43.267°N,19.000°E | Montenegro               |                                                                    |
| 42° 9′ N, 19° 0′ E / 42.150°N,19.000°E  | Mar Mediterrània         |                                                                    |
| 30° 16′ N, 19° 0′ E / 30.267°N,19.000°E | Líbia                    |                                                                    |
| 22° 2′ N, 19° 0′ E / 22.033°N,19.000°E  | Txad                     |                                                                    |
| 8° 59′ N, 19° 0′ E / 8.983°N,19.000°E   | República Centreafricana |                                                                    |
| 8° 46′ N, 19° 0′ E / 8.767°N,19.000°E   | Txad                     |                                                                    |
| 8° 31′ N, 19° 0′ E / 8.517°N,19.000°E   | República Centreafricana |                                                                    |
| 4° 44′ N, 19° 0′ E / 4.733°N,19.000°E   | R.D. del Congo           |                                                                    |
| 8° 0′ S, 19° 0′ E / 8.000°S,19.000°E    | Angola                   |                                                                    |
| 17° 50′ S, 19° 0′ E / 17.833°S,19.000°E | Namíbia                  |                                                                    |
| 28° 54′ S, 19° 0′ E / 28.900°S,19.000°E | Sud-àfrica               | Cap Septentrional Cap Occidental                                   |
| 34° 20′ S, 19° 0′ E / 34.333°S,19.000°E | Oceà Atlàntic            |                                                                    |
| 60° 0′ S, 19° 0′ E / 60.000°S,19.000°E  | Oceà Antàrtic            |                                                                    |
| 69° 56′ S, 19° 0′ E / 69.933°S,19.000°E | Antàrtida                | Terra de la Reina Maud, reclamada Noruega                          |